# Villers-l’Hôpital
Villers-l’Hôpital település Franciaországban, Pas-de-Calais megyében. Lakosainak száma 257 fő (2022. január 1.). Villers-l’Hôpital Fortel-en-Artois, Bonnières, Nœux-lès-Auxi, Beauvoir-Wavans és Frohen-sur-Authie községekkel határos.

## Népesség
A település népessége az elmúlt években az alábbi módon változott:
| Lakosok száma | 262  | 259  | 266  | 265  | 263  | 261  | 260  | 258  | 257  |
|               | 2013 | 2015 | 2016 | 2017 | 2018 | 2019 | 2020 | 2021 | 2022 |